# Trichosalpingus obscurus
Trichosalpingus obscurus là một loài bọ cánh cứng trong họ Mycteridae. Loài này được Blackburn miêu tả khoa học năm 1893.